# Sifo-Dyas
Sifo-Dyas es un personaje de la saga de George Lucas, Star Wars. Era un maestro en la Orden Jedi, asesinado poco tiempo después de la batalla de Naboo. El primer ministro de Kamino, Lama Su, informó a Obi-Wan Kenobi que Sifo-Dyas había ordenado la creación de un ejército clon en Kamino para ayudar a la República galáctica, aunque esto claro está, fue realmente encargado por Darth Tyranus (Conde Dooku), parte del plan de Darth Sidious (Emperador Palpatine) para dominar la galaxia y acabar con la Orden Jedi. El Consejo Jedi no estaba al tanto de la orden hasta que Obi-Wan les informó, después de encontrar a los kaminoanos.

## Historia
De acuerdo con la novela Labyrinth of Evil (El laberinto del mal), Sifo-Dyas era un amigo del maestro Jedi Dooku, el cual compartió su creencia de que la Orden Jedi no era lo que una vez fue, y que una vez se apegó a servir a un Senado corrupto, habría sentenciado su caída. Dooku, que comenzaba su entrenamiento Sith como Darth Tyranus, fue informado por Darth Sidious de que Dyas había dado la orden para la creación de un ejército clon en secreto. Dooku recibió la orden de matarlo mientras dormía y de borrar Kamino del mapa de los archivos Jedi antes de dejar permanentemente la Orden.
De acuerdo con El ataque de los clones, Sifo Dyas secretamente contactó con los kaminianos siguiendo las órdenes del supremo canciller Palpatine. Dooku, poco tiempo después, le regaló el sable de luz de Sifo-Dyas al General Grievous, que colecciona los de los Jedi que ha asesinado.
George Lucas comentó que Sifo-Dyas era una pista falsa pero los fanes pidieron la verdadera identidad, y forzaron a George Lucas a aclarar el misterio en Labyrinth of Evil. Lucas quería que los fanes creyeran que los Sith estaban detrás de la orden del ejército clon.[cita requerida]
Sin embargo existe cierta discrepancia acerca del verdadero rol del maestro Dyas en la serie de Guerras Clónicas, ya que en realidad es descubierto por Anakin Skywalker y Obi-Wan Kenobi que éste fue asesinado por Dooku, siendo este último quien regala la espada de luz de Dyas a Grievous cuando en la serie es hallada por Ploo Kon en una nave estrellada en la luna desierta. Dado que la serie Clone Wars (Las Guerras Clon) es considerada parte del nuevo canon de Star wars de Disney (no así la novela), es esta versión de la historia de Syfo-Dyas la que prima sobre cualquier otra. Sea como fuere, en los comentarios del director de La Venganza de los Sith, George Lucas, en el momento en el que Anakin se vuelve al lado oscuro y entra al templo Jedi, afirma que Syfo-Dyas es una pista falsa y que fue el conde Dooku (Darth Tyranus) quien creó el ejército clon.